# Carijo
Carijo ist ein traditionelles Röstverfahren für Mateblätter im Süden Brasiliens. Es ist indigenen Ursprungs und wurde von den Guaraní zur Verbesserung der Verarbeitung von Erva-Mate entwickelt. Mit dem Wissen der Guaraní begannen Jesuiten, Quilombolas, Indigene und Landbewohner, durch Aufgießen der Blätter Mate-Tee herzustellen und zu konsumieren.
Carijó oder Cario bezeichnete bis ins 17. Jahrhundert die Guarani. Maté wird in der älteren Literatur nur spärlich erwähnt. Die alten Guarani betrachteten es offenbar als ein magisches Kraut, das Schamanen vorbehalten war. Die modernen Cainguá sammeln die Blätter im Wald ein und trocknen sie eine Nacht lang auf einer Plattform über dem Feuer.

## Aufbau eines Carijo
Das Carijo ist ein Rost von etwa zwei Meter im Quadrat, der zwischen einem und eineinhalb Meter über dem Boden auf vier Holzpfeilern ruht, die etwa 50 cm tief eingegraben sind. Die Plattform, auf die die Matezweigbündel gelegt werden, kann aus grünem Bambus oder einem anderen einheimischen grünen Holz bestehen. Diese werden mit Reben oder Draht in einem Abstand zusammengebunden, der die Hitze und den Rauch durchlässt. Das Holz ist geschält, um die Brandgefahr zu verringern. In diesen Dimensionen hat der Carijo eine Kapazität, die zu einer Produktion von etwa 150 kg trockenen Mateblättern führt. Ein Carijo wird oft in der Nähe eines Wasserlaufs errichtet, da man ein Übergreifen der Flammen auf das Trocknungsgut notfalls mit Wasser löscht. Als Brennholz werden nur bestimmte einheimische Arten Holz verwendet, wie zum Beispiel Pitanga (Surinamkirsche), Branquilho (ein Wolfsmilchgewächs) oder Angico-Vermelho (eine Mimosenart).

## Ernte der Mate-Blätter

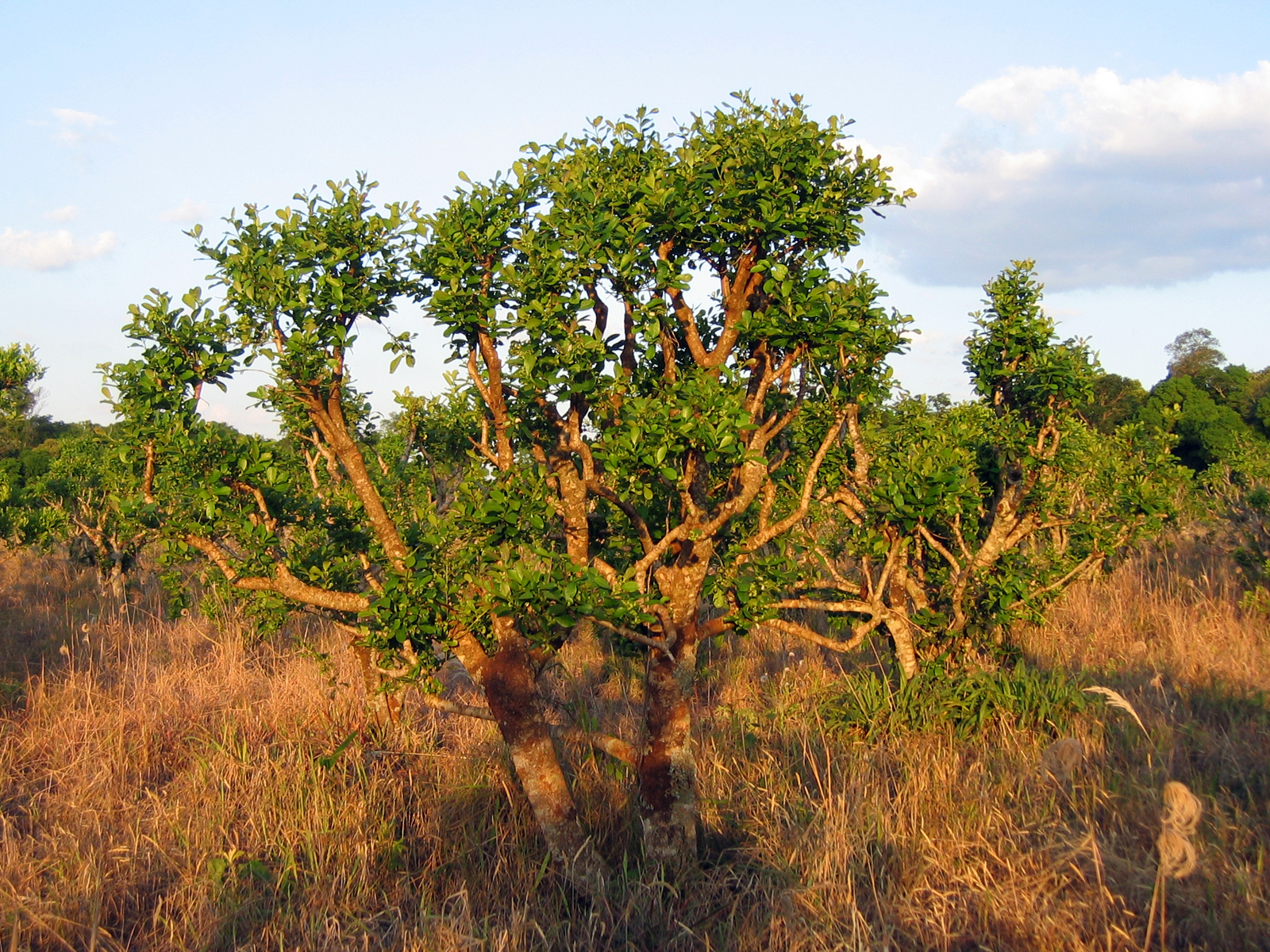
Ausgewachsener Matestrauch

Es ist üblich, dass Landwirte einige Erva-Mate-Sträucher in ihren Gärten oder sogar im Wald für den Eigenbedarf haben. Diese werden in der Regel zwischen Juni und August (winterliche Ruhezeit) oder nach der Fruchtbildung von Januar bis März geschnitten, so dass sich die Samen verbreiten und neue Individuen entstehen können. Der Schnitt erfolgt radikal und regt das Nachwachsen der Zweige an, die in zwei bis drei Jahren wieder geerntet werden können.

## Trocknung auf dem Carijo

### Sapeco (Ersttrocknung)
Unter dem mit Mate-Zweigen belegten Gitterrost wird ein Feuer mit dünnen Stöcken gemacht, um eine hohe Flamme zu bilden, die zwischen den Blättern hindurchgehen kann. Der Hitzekontakt muss schnell erfolgen, damit die Blätter nicht anbrennen und kein lautes Knacken entsteht, das durch das Reißen der Blattmembranen verursacht wird. Dieser Vorgang sollte am besten gleich nach der Ernte der Zweige erfolgen, um die Oxidation der Blätter zu verringern, die eine Veränderung der Farbe und des Geschmacks bewirkt. 

### Ausdünnen und Trocknen auf dem Carijo
Die bis dahin ganzen Äste werden von Hand gebrochen und zur besseren Handhabung auf dem Gitterrost zu kleineren Bündeln gruppiert. In der Phase des Encarijamento werden die Bündel in einer Linie angeordnet. Die Glut der Ersttrocknung wird verwendet, um ein kleines Feuer zu entfachen, das die Mateblätter langsam trocknet. Dies geschieht in der Regel in der Nacht. Dabei muss der Vorgang dauernd beobachtet werden, denn in diesem Stadium werden die Blätter extrem trocken und fangen leicht Feuer, ebenso wie die tragenden Pfosten des Carijo. Oft wird die Wache in einer festlichen Atmosphäre, mit Gesprächen, Musik und Tanz gehalten.

### Zerkleinern
Nach der langen Trocknungszeit während der Nacht auf dem Carijo werden die getrockneten Bündel in eine Art Trog gelegt, in dem sie mit Hilfe von Holzmessern oder, heutzutage, mit Schneidemessern in kleinere Teile zerlegt werden. In dieser Phase werden die meisten holzigen Teile zerkleinert.

## Alternative traditionelle Trocknungsmethoden
Ein anderes traditionelles Verfahren ist die Barbaquá-Methode. Hierbei wird die Hitze und der Rauch durch einen etwa 20 Meter langen Ziegeltunnel zum Röstgiut geleitet. Andere Varianten benutzen Backhausähnöliche Röstöfen, in den beliebiges Holz, zum Beispiel auch eigens zu diesem Zweck angebautes Eucalyptosholz verwendet wird.

## Soque (Mörsern)
Es gibt verschiedene Möglichkeiten, den letzten Schritt vor dem Verzehr der Erva-Mate zu vollziehen. Verwendet werden hölzerne Stößel, mechanische Stößel, wasserbetriebene Mörser oder rotierende Schneidemesser.  alle diese Systeme sind so konzipiert, dass sie dem Mahlen den letzten Schliff geben und das feinste oder gröbste, frische Kraut für die Herstellung von Chimarrão übrig bleibt.